# Абдыбеков, Тулеугали Насырханович
Тулеугали Насырханович Абдыбеков (1 сентября 1916 — 23 февраля 1944) — советский военный, снайпер 8-й гвардейской стрелковой дивизии в годы Великой Отечественной войны, уничтоживший 397 врагов. «Халық Қаһарманы» (Народный герой) Казахстана (6 мая 2022, посмертно). Старший сержант.

## Биография
Родился в 1916 году в семье Абдыбека Насырхана на территории нынешнего Жарминского района Казахстана. Казах.
Занимался охотой, его охотничьи трофеи поражали бывалых охотников и аксакалов.
В 1932 году по приглашению родственников Тулеугали переехал в Южный Казахстан, в совхоз «Пахта-Арал», где работал хлопководом. Отсюда его призвали в ряды Красной армии, служил в Хабаровском крае. После окончания службы Тулеугали вернулся в родной совхоз и возглавил хлопководческую бригаду. Жена — Абдыбекова Найсымкуль.
В мае 1942 года призван в Красную Армию. Вскоре с группой новобранцев из Чимкентской области Тулеугали прибыл на Калининский фронт. Стал снайпером. В кратком отчёте военных действий 8-й гвардейской стрелковой дивизии за 1942 год отмечалось, что ко второму слёту снайперов дивизии в декабре 1942 года старшим сержантом Абдыбековым было истреблено уже 219 фашистов. Всего до своей гибели им было уничтожено 397 фашистов. Подготовил на фронте 32 молодых снайпера. В бою 10 марта 1943 года был ранен, вернулся из госпиталя в свою часть.

### Последний бой
22 февраля 1944 года состоялась последняя дуэль Абдыбекова с немецким снайпером. Абдыбекову нездоровилось, так как он был простужен и в какой-то момент немецкий снайпер опередил его и выстрелил первым. Абдыбеков был тяжело ранен в шею, но ответным выстрелом убил наповал немецкого снайпера. Это был последний уничтоженный им враг.
23 февраля Абдыбеков умер от полученного ранения в 6-м медико-санитарном батальоне и был похоронен рядом со своим погибшим ровно месяц назад другом — Григорием Постольниковым северо-восточнее станции Насва Новосокольнического района Калининской области (ныне Псковской области). После войны был перезахоронен на братском воинском кладбище в деревне Монаково Псковской области.
Командир 30-го гвардейского стрелкового полка гвардии полковник Решетников представил бойца к присвоению звания Герой Советского Союза, с этим представлением согласились и наградной лист подписали командир дивизии гвардии полковник Д. А. Дулов, командир 44-го стрелкового корпуса генерал-майор М. Н. Клешнин, командующий 22-й армией генерал-лейтенант В. А. Юшкевич. Подпись командующего войсками 2-го Прибалтийского фронта генерал-полковника А. И. Ерёменко на документе отсутствует.

## Память
На могиле погибшего героя снайперская винтовка № 2916 была вручена одному из лучших учеников Тулеугали — молодому снайперу, гвардии рядовому Аширали Османалиеву, который дал клятву продолжить боевой счёт друга.
В настоящее время снайперская винтовка за № 2916 находится в экспозиции Центрального государственного музея Республики Казахстан.

## Награды
- «Халық Қаһарманы» (Народный герой) (6 мая 2022 года, посмертно)[5];
- Орден «Отан» (6 мая 2022 года, посмертно);
- орден Красного Знамени (22 мая 1943 года)[6];
- орден Отечественной войны 1-й степени (18 июня 1944 года, посмертно);
- орден Красной Звезды (20 декабря 1942 года).